# Edward Somerset

Lord Robert Edward Henry Somerset (19 decembrie 1776 – 1 septembrie 1842), a fost un general britanic din timpul Războaielor Napoleoniene.
1. 1 2  Gen. Lord [Robert] Edward Henry Somerset, Kindred Britain
2. 1 2  General Lord Robert Edward Henry Somerset, The Peerage, accesat în 9 octombrie 2017
3. 1 2 3 4 5 6 7 8  Kindred Britain
4. 1 2 3 4 5  The Peerage